# Мавзолей Есим-хана
Мавзолей Есим-хана — архитектурный памятник XVII века в городе Туркестане Туркестанской области Республики Казахстан.
Входит в состав заповедника-музея Азрет-Султан. Находится в 12 м от мавзолея Ходжа Ахмета Яссауи. Возведен над могилой хана Казахского ханства Есима. В конце XVIII — начале XIX века мавзолей был частично разрушен. Отстроен из обожжённого кирпича и имеет четырёхугольную форму (9x9 метров).
Первоначально мавзолей начали изучать в 1958 году, а к 1980 его частично реконструировали. Мавзолей Есима охраняется на Республиканском уровне. Также существует книга «Древний путь Есим-хана», которая стала первоосновой для свода законов Тауке хана «Жеты жарғы».
Главный фасад выполнен в виде портала. Фасады декорированы геометрическими узорами. Вход находится в юго-восточной мавзолея. Ширина сохранившейся стены 1,2 метра. Пол выложен жженым квадратным кирпичом. Сохранившаяся часть мавзолея была реконструирована в 2000 году.